# Муссулан
Муссула́н (фр. Moussoulens) — коммуна во Франции, находится в регионе Лангедок — Руссильон. Департамент коммуны — Од. Входит в состав кантона Альзон. Округ коммуны — Каркасон.
Код INSEE коммуны — 11259.

## Население
Население коммуны на 2008 год составляло 898 человек.
| 1962 | 1968 | 1975 | 1982 | 1990 | 1999 | 2008 |
| ---- | ---- | ---- | ---- | ---- | ---- | ---- |
| 467  | 519  | 498  | 546  | 613  | 709  | 898  |

## Экономика
В 2007 году среди 565 человек в трудоспособном возрасте (15—64 лет) 414 были экономически активными, 151 — неактивными (показатель активности — 73,3 %, в 1999 году было 73,0 %). Из 414 активных работали 359 человек (183 мужчины и 176 женщин), безработных было 55 (24 мужчины и 31 женщина). Среди 151 неактивного 47 человек были учениками или студентами, 67 — пенсионерами, 37 были неактивными по другим причинам.